# Jenny Framme
Jenny Framme, född 12 april 1977 i Norum, är en svensk före detta friidrottare (långdistanslöpare). Hon tävlade för Hälle IF.

## Personliga rekord
| Utomhus - 800 meter – 2:17,93 (Sävedalen 6 juni 1998) - 1 500 meter – 4:27,43 (Karlskrona 16 augusti 1998) - 1 500 meter – 4:34,03 (Stillwater, Oklahoma USA 22 mars 1997) - 3 000 meter – 9:16,80 (Bloomington, Indiana USA 6 juni 1997) - 5 000 meter – 16:10,95 (Åhus Finland 10 juli 1997) - Halvmaraton – 1:21:34 (Göteborg 15 maj 2004) | Inomhus - 800 meter – 2:15,15 (Malmö 31 januari 1999) - 1 500 meter – 4:26,81 (Eskilstuna 15 februari 1998) - 3 000 meter – 9:22,74 (Indianapolis, Indiana USA 8 mars 1997) - 3 000 meter – 9:28,66 (Eskilstuna 14 februari 1998) |